# Ecnomus tillyardi
Ecnomus tillyardi är en nattsländeart som beskrevs av Mosely in Mosely och Douglas E. Kimmins 1953. Ecnomus tillyardi ingår i släktet Ecnomus och familjen trattnattsländor. Inga underarter finns listade i Catalogue of Life.